# Битва за Елгаву (1944)
Битва за Елгаву — бои войск Красной Армии и вермахта за Елгаву, проходившие с 30 июля по 7 августа в ходе Прибалтийской операции. 
Командование вермахта объявило Елгаву «крепостью», однако после тщательных бомбардировок Красная Армия в уличных боях заняла левый берег Лиелупе. В результате бомбардировки 31 июля было разрушено более 95 % зданий города. В августе немецкая армия снова атаковала Елгаву с севера, но не смогла её занять. До 10 октября Елгава находилась в зоне боевых действий. Только после взятия Риги боевые действия переместились на запад, в Курляндию.

## Ситуация перед началом боёв
В конце Великой Отечественной войны Красная Армия нанесла поражение группе армий вермахта «Центр» в наступательной операции «Багратион» в Белоруссии и Литве. 24 июля произошёл первый налёт советской авиации на Елгаву, пострадали лишь несколько зданий возле церкви Николая, несколько бомб, направленных на резиденцию уездного комиссара Вальтера фон Медема в Митавском дворце, упали в замковый парк и на площадку.
27 июля Красная Армия заняла Шяуляй, и командующий фронтом генерал армии Иван Баграмян дал ему указание двигаться на север и выйти к Балтийскому морю, чтобы окружить немецкую группу армий «Север».

## Ход боёв
Днём 27 июля 3-я воздушная армия нанесла три удара по вокзалу Елгавы . Четыре поезда с беженцами из Латгалии и Видземе, два пассажирских поезда стояли на путях, но на грузовой станции было несколько эшелонов с боеприпасами. Во время атаки было полностью разрушено здание вокзала, разрушены пути, загорелись постройки в окрестностях станции, а также хранилище горючего возле станции.
28 июля 62 советских бомбардировщика и 56 истребителей уничтожили аэродром Елгава . Батарея немецкой зенитной пушки сбила один советский бомбардировщик и два эсминца. В ночь на 28 июля 3-й гвардейский механизированный корпус занял Йонишкис и быстро двинулся в направлении Елгавы, однако движение танков было остановлено. Вечером 28 июля Елгаву начали обстреливать из реактивных миномётов (так называемых «котов»). Впервые в бою приняли участие 18 немецких штурмовых самолётов, бомбивших позиции советских войск на окраине Елгавы. 29 июля, несмотря на огромное превосходство сил, мехкорпусу 3-й гвардии удалось занять и укрепиться только на окраинах города.

### Атаки Красной Армии
Рано утром 30 июля начался генеральный штурм города, нанёсший главный удар по вокзалу. Однако Красная Армия не смогла ни занять вокзал, ни добраться до центра города. 35 самолётов Ночной боевой группы 12 (Nachtschlachtgruppe 12 (NGS-12))вермахта совершили 300 боевых вылетов против советских войск, сбросив более 50 тонн бомб.
Утром 31 июля советские войска возобновили атаку, в боях приняли участие советская авиация и реактивные мины, левый берег Лиелупе был захвачен. Вечером 31 июля советское радио сообщило о взятии Митавы (Елгавы).
В ночь на 1 августа части вермахта отступили на правый берег Лиелупе по мостам Дриксы и Лиелупе, после чего оба моста были взорваны. Советские войска по неразорвавшемуся железнодорожному мосту перешли правый берег Лиелупе и заняли территорию Елгавского сахарного завода, затем Почтового острова и Митавского дворца, но были вынуждены отступить на левый берег Лиелупе.
2 августа немецкая тяжёлая артиллерия обстреляла Митавский дворец, занятый Красной Армией. Красная Армия заняла оборону на левом берегу Лиелупе от Бауски до Калнциемса .

### Контратака вермахта
В ночь с 4 на 5 августа началась контратака вермахта. После сильного артиллерийского огня Лиелупе и Дрикса были форсированы, укрепившись на небольшом плацдарме в районе Льняного прядильного участка. Основные немецкие силы переправились через недавно построенный понтонный мост, занявший центральную часть города.
После двух дней боёв, в которых обе стороны использовали артиллерию и миномёты, город был полностью разрушен. 7 августа советские войска снова заняли весь левый берег Лиелупе.